# 訃報 1970年9月
訃報 1970年9月（ふほう 1970ねん9がつ）では、1970年（昭和45年）9月中に物故した、又は物故が報じられた人物についてまとめる。

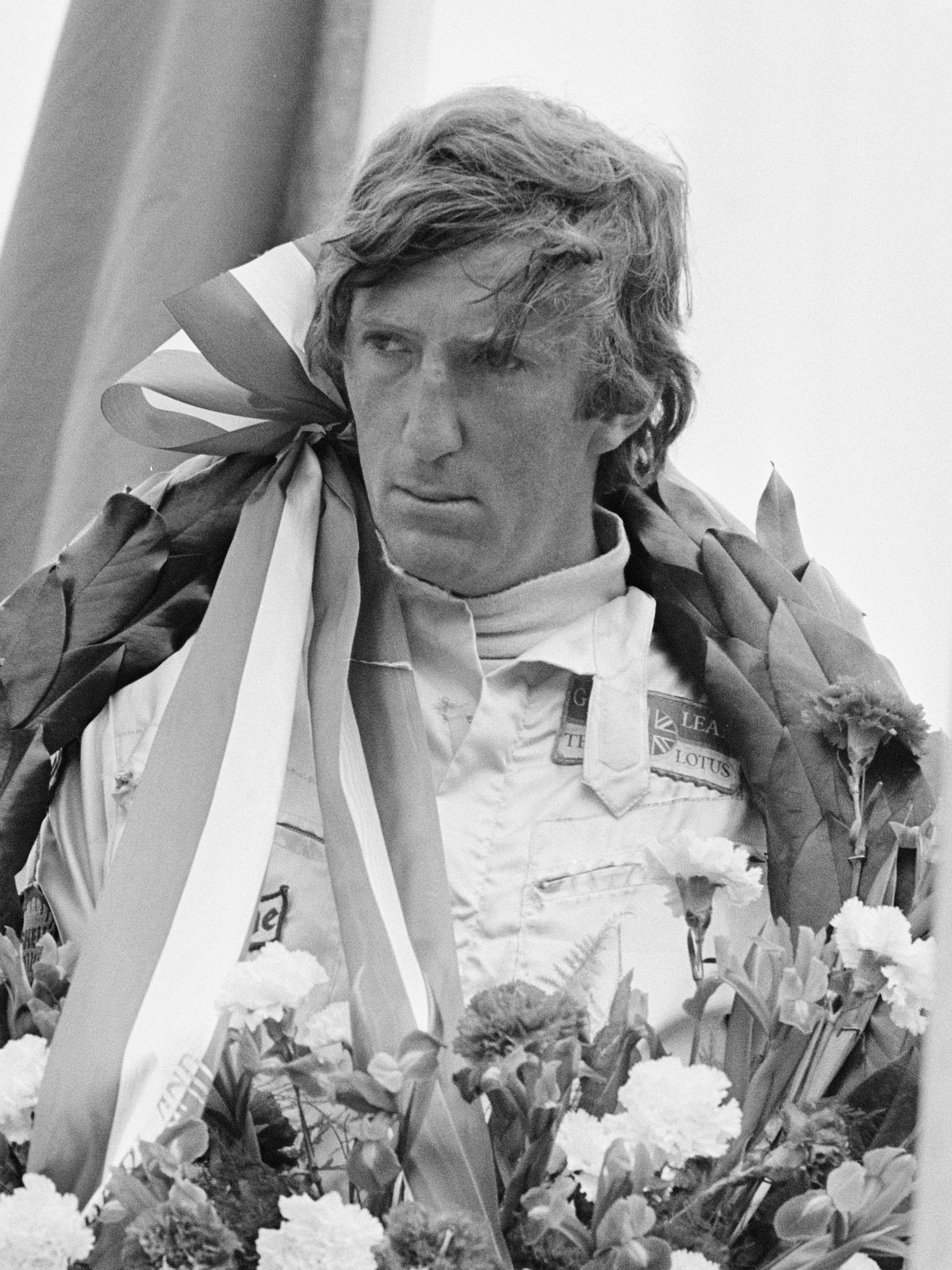
ヨッヘン・リント / 9月5日没

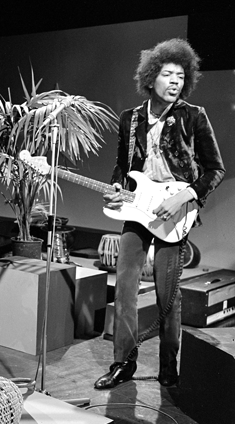
ジミ・ヘンドリックス / 9月18日没

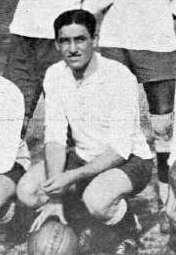
ペドロ・セア / 9月18日没

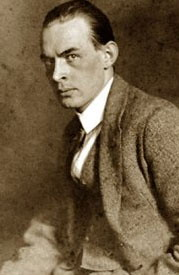
エーリヒ・マリア・レマルク / 9月25日没

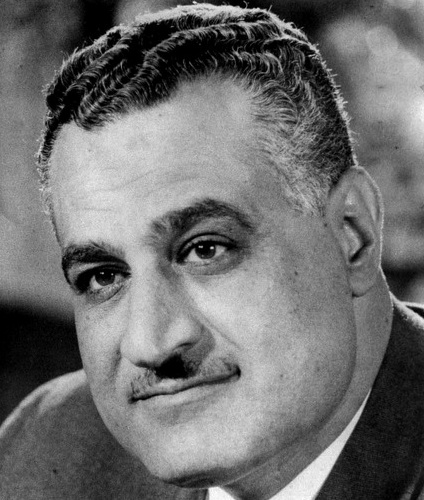
ガマール・アブドゥル＝ナーセル / 9月28日没

## （1日 - 15日）
- 9月1日 - フランソワ・モーリアック、フランスの作家（* 1885年）
- 9月1日 - アイノ・クーシネン、オットー・クーシネンの妻（* 1885年）
- 9月1日 - アグネス・E・メイヤー、ジャーナリスト・公民権運動家（* 1887年）
- 9月2日 - 長谷川清、海軍軍人（* 1883年）
- 9月2日 - マリー＝ピエール・ケーニグ、フランスの軍人（* 1898年）
- 9月2日 - ケース・ファン・バーレン、作曲家（* 1906年）
- 9月2日 - 熊克武、軍人（* 1885年）
- 9月3日 - ヴィンス・ロンバルディ、アメリカンフットボールコーチ（* 1913年）
- 9月5日 - ヨッヘン・リント、F1ドライバー（* 1942年）
- 9月5日 - 田中諭吉、プランナー・画家・書家（* 1901年）
- 9月6日 - 大島駿、陸軍軍人（* 1887年）
- 9月6日 - 富本豊前太夫（10代目）、富本節（* 1896年）
- 9月7日 - レイリー・アシュリン・スケルトン、地図学史研究者（* 1906年）
- 9月7日 - ドナルド・バクスター・マクミラン、探検家（* 1874年）
- 9月8日 - パーシー・スペンサー、技術者（* 1894年）
- 9月8日 - 久留勝、医学者（* 1902年）
- 9月8日 - 伊坂芳太良、イラストレーター（* 1928年）
- 9月8日 - 藤井深造、実業家（* 1893年）
- 9月9日 - 棚橋影草、俳人・医学者（* 1899年）
- 9月10日 - 初田敬、実業家・映画プロデューサー（* 1903年）
- 9月11日 - 小倉達次、陸軍軍人（* 1888年）
- 9月11日 - 鳥居篤治郎、教育者（* 1894年）
- 9月11日 - エルンスト・マイ、建築家・都市計画家（* 1886年）
- 9月12日 - ジェイコブ・ヴァイナー、経済学者（* 1892年）
- 9月12日 - 佐々木長治、実業家・政治家（* 1894年）
- 9月12日 - 安永良徳、彫刻家（* 1902年）
- 9月12日 - 春日弘、実業家（* 1885年）
- 9月13日 - エマヌエル・ゴルトベルク、科学者・光学技術者（* 1881年）
- 9月14日 - ルドルフ・カルナップ、哲学者（* 1891年）
- 9月15日 - 兼岩伝一、都市計画家・土木技術者・政治家（* 1899年）
- 9月15日 - アイリーン・ギャレット、霊媒師（* 1893年）
- 9月15日 - ブルー・ワシントン、俳優（* 1898年）

## （16日 - 30日）
- 9月16日 - 笠松実、プロ野球選手（* 1916年）
- 9月17日 - 吉江勝保、内務官僚・政治家（* 1900年）
- 9月18日 - ジミ・ヘンドリックス、ギタリスト、アメリカのロックスター[1]（* 1942年）
- 9月18日 - ペドロ・セア、サッカー選手（* 1900年）
- 9月18日 - 米内穂豊、日本画家（* 1893年）
- 9月19日 - ヨハネス・ハインリヒ・シュルツ、精神科医（* 1884年）
- 9月19日 - 海老原喜之助、洋画家（* 1904年）
- 9月20日 - ウィルヘルム・ミュンカー、ユースホステル運動の創始者（* 1874年）
- 9月22日 - アリス・ハミルトン、医師（* 1869年）
- 9月22日 - 久留島秀三郎、財界人・作家（* 1888年）
- 9月23日 - 矢追秀武、細菌・ウイルス学者（* 1894年）
- 9月23日 - 趙樹理、小説家（* 1906年）
- 9月24日 - 山脇正次、経営者（* 1884年）
- 9月25日 - エーリヒ・マリア・レマルク、小説家（* 1898年）
- 9月25日 - イェフィム・ゴリシェフ、画家・作曲家（* 1897年）
- 9月26日 - 豊道春海、天台宗の僧・書家（* 1878年）
- 9月27日 - 伏見晁、脚本家（* 1900年）
- 9月27日 - 宇佐美興屋、陸軍軍人（* 1883年）
- 9月27日 - 福田豊四郎、日本画家（* 1904年）
- 9月27日 - 李天佑、軍人・政治家（* 1914年）
- 9月28日 - ジョン・ドス・パソス、画家・小説家（* 1896年）
- 9月28日 - ガマール・アブドゥル＝ナーセル、政治家、第2代エジプト大統領（* 1918年）
- 9月29日 - 松井命、陸軍軍人（* 1883年）
- 9月30日 - 武藤守一、経済学者（* 1910年）
- 9月30日 - 岡田刀水士、詩人（* 1902年）
- 9月30日 - 大塚武三郎、実業家（* 1891年）
- 9月30日 - 長坂好子、声楽家・音楽教育者（* 1891年）
- 9月30日 - アルフォンソ・カソ、考古学者（* 1896年）
- 9月30日 - ニコライ・コンラド、東洋学者（* 1891年）